# Isonychus podicalis
Isonychus podicalis är en skalbaggsart som beskrevs av Moser 1918. Isonychus podicalis ingår i släktet Isonychus och familjen Melolonthidae. Inga underarter finns listade i Catalogue of Life.